# 276
276（二百七十六、にひゃくななじゅうろく）は自然数、また整数において、275の次で277の前の数である。

## 性質
- 276は合成数であり、約数は1, 2, 3, 4, 6, 12, 23, 46, 69, 92, 138, 276である。
  - 約数の和は672。
  - 64番目の過剰数である。1つ前は272、次は280。
    - 約数の和が倍積完全数672になる最小の数である。次は308。
    - 約数の和が倍積完全数となる8番目の数である。1つ前は95、次は308。
    - 約数の和が自身を並べ替えた数になる5番目の数である。1つ前は270、次は609。(オンライン整数列大辞典の数列 A115920)

  - 約数の和の平均が整数になる9番目の数である。1つ前は248、次は348。
  - 素因数の和が完全数になる5番目の数である。1つ前は266、次は414。
- アリコット数列において最後まで決定できない最小の数である。次は552。(オンライン整数列大辞典の数列 A216072)
- 276 = 1 + 2 + 3 + 4 + 5 + 6 + 7 + 8 + 9 + 10 + … + 22 + 23
  - 23番目の三角数である。1つ前は253、次は300。
    - 9番目の素数番目の三角数である。1つ前は190、次は435。(オンライン整数列大辞典の数列 A034953)
    - 三角数が過剰数になる6番目の数である。1つ前は210、次は300。(オンライン整数列大辞典の数列 A074315)
    - 三角数において各位の和も三角数になる18番目の数である。1つ前は253、次は300。(オンライン整数列大辞典の数列 A062099)
- 276 = 45 + 231 = 66 + 210 = 105 + 171
  - 2つの異なる三角数の和で表せる10番目の三角数である。1つ前は231、次は351。(オンライン整数列大辞典の数列 A112352)
    - 3通りの三角数の和で表せる最小の三角数である。次は406。
- 276 = 3 + 120 + 153 = 21 + 45 + 210 = 45 + 78 + 153
  - 3つの異なる三角数の和で表せる16番目の三角数である。1つ前は253、次は300。(オンライン整数列大辞典の数列 A112353)
- 12番目の六角数である。1つ前は231、次は325。
- 276 = 22 × 3 × 23
  - 3つの異なる素因数の積で p 2 × q × r の形で表せる15番目の数である。1つ前は260、次は294。(オンライン整数列大辞典の数列 A085987)
- 1/276 = 0.003623188405797101449275… (下線部は循環節で長さは22)
  - 逆数の循環節が22になる13番目の自然数である。1つ前は253、次は345。
- 276 = 15 + 25 + 35
  - 3連続整数の5乗和とみたとき、1つ前は33、ただし自然数の範囲では最小、次は1299。
  - 自然数の5乗和とみたとき、1つ前は33、次は1300。
  - n = 5 のときの 1n + 2n + 3n の値とみたとき1つ前は98、次は794。
- 276 = 05 + 15 + 25 + 35
  - 05を含めて4連続整数の5乗和とみたとき1つ前は32、ただし負の数を除くと最小、次は1300。
- 276 = 22 + 42 + 162 = 42 + 82 + 142
  - 3つの平方数の和2通りで表せる66番目の数である。1つ前は273、次は282。(オンライン整数列大辞典の数列 A025322)
  - 異なる3つの平方数の和2通りで表せる50番目の数である。1つ前は275、次は282。(オンライン整数列大辞典の数列 A025340)
- n = 276 のとき n と n + 1 を並べた数を作ると素数になる。n と n + 1 を並べた数が素数になる33番目の数である。1つ前は270、次は278。(オンライン整数列大辞典の数列 A030457)
- 各位の和が15になる13番目の数である。1つ前は267、次は285。

## その他 276 に関連すること
- 西暦276年
- 紀元前276年
- 年始から数えて276日目は10月3日、閏年は10月2日。
- UFC 276
- 276号線 (チェコ)
- 般若心経の文字数はタイトルの「摩訶般若波羅蜜多心経」を含む276文字と一般には認識されている。